# Arreau
Arreau település Franciaországban, Hautes-Pyrénées megyében. Lakosainak száma 732 fő (2022. január 1.). Arreau Aspin-Aure, Barrancoueu, Beyrède-Jumet-Camous, Cadéac, Campan, Cazaux-Debat, Fréchet-Aure, Jézeau, Lançon, Pailhac, Ancizan és Beyrède-Jumet községekkel határos.

## Népesség
A település népességének változása:
| Lakosok száma | 819  | 777  | 783  | 773  | 784  | 792  | 772  | 752  | 732  |
|               | 2013 | 2015 | 2016 | 2017 | 2018 | 2019 | 2020 | 2021 | 2022 |